# San Fernando (Pampanga)
San Fernando é um cidade de  primeira classe de renda da cidade (d) na província A Pampanga, nas Filipinas. De acordo com o censo de 1 de maio  de  2020 possui uma população de 354 666 pessoas e 86 217 domicílios.